# Chimney Rock (Carolina del Nord)
Chimney Rock è una città nella Contea di Rutherford, in Carolina del Nord. Secondo il censimento del 2000 la città aveva 175 abitanti. La città deve il suo nome ad un grosso blocco granitico emergente dalla superficie dell'area vicina alla città.

## Geografia fisica
Secondo l'United States Census Bureau la città sorge su un'area di 7,20 km², interamente composta da terraferma. La città condivide una parte del suo confine con la città di Lake Lure.

## Società

### Evoluzione demografica
Secondo il censimento del 2000, in città vi erano 175 abitanti, 74 abitazioni e 50 famiglie residenti in città. La densità di popolazione era di 24,4 abitanti per km². Dal punto di vista razziale vi era il 94,86% di bianchi, lo 0,57% di Nativi Americani, il 2,29% di uomini di altre razze e il 2,29% di abitanti appartenenti a due o più razze.
Nella città la popolazione era eterogenea e vi era il 21,7% di abitanti con meno di 18 anni, il 6,3% di abitanti con età compresa fra i 18 e i 24 anni, il 30,3% di abitanti con età compresa fra i 25 e i 44 anni, il 25,7% di abitanti con età compresa fra i 45 e i 64 anni e il 16,0% di abitanti con 65 anni o più. L'età media era di 39 anni. Per ogni 100 donne in città vi erano 118,8 uomini. Per ogni 100 donne con 18 anni o più vi erano 110,8 uomini.
Il guadagno medio di una famiglia in città era di $29.583. Il guadagno medio per un uomo in città era di $28.250 mentre per una donna di $22.813.